# Arthur St. Norman
Arthur Claude Champion St. Norman (* 20. Oktober 1878 in Brighton, Vereinigtes Königreich Großbritannien und Irland; † 18. Mai 1956 in Johannesburg) war ein südafrikanischer Geher und Marathonläufer.
Bei den Olympischen Spielen 1912 in London wurde Arthur St. Norman im Finale des 10.000-Meter-Gehens disqualifiziert. Im Marathon erreichte er nicht das Ziel.